# Mont Licabet

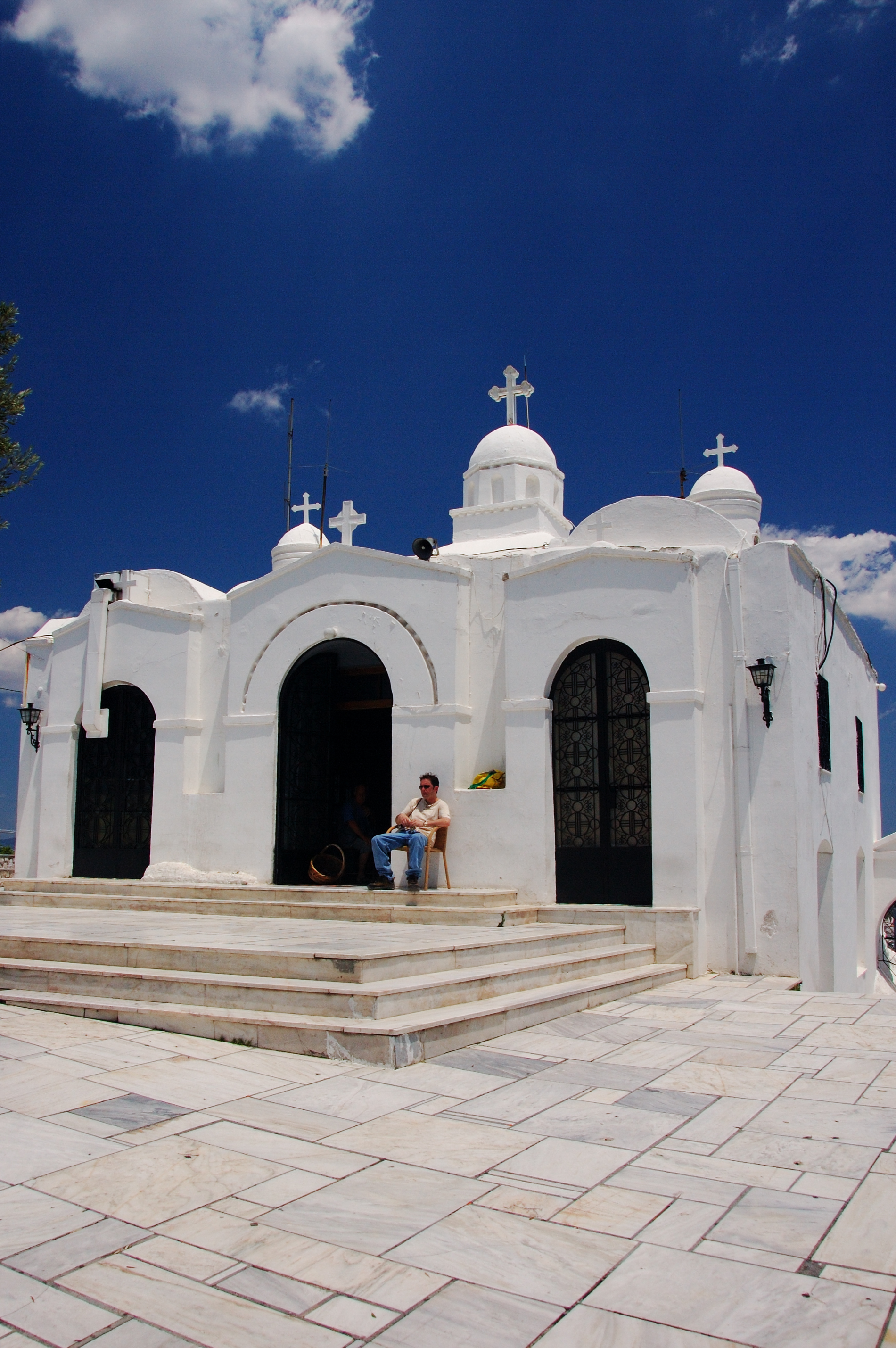
Capella de Sant Jordi.

El Mont Licabet (en grec Λυκαβηττός) està situat a la ciutat d'Atenes, Grècia. Les millors vistes de la ciutat i de la seua Acròpoli s'obtenen des d'aquesta muntanya de 277 metres. Si la contaminació ho permet, es poden veure des de dalt les illes de Salamina i Egina i la conca de l'Àtica. La base està coberta de pins i en el cim hi ha la Capella de Sant Jordi, del segle xix, un teatre i un restaurant.
El Mont Licabet és un lloc turístic al qual es pot pujar a peu o amb un funicular des del barri de Kolonaki, al carrer Aristippou. Les històries populars diuen que aquest mont va ser una vegada refugi de llops, el que podria ser origen del seu nom, que vol dir "el turó habitat pels llops".
Al cim, hi ha també un gran teatre obert que es fa servir per a concerts d'artistes grecs i internacionals.

Atenes vista des del Mont Licabet.